# United Breaks Guitars
United Breaks Guitars (A United Quebra Violões, em português) é uma música produzida pelo músico Dave Carroll e sua banda, Sons of Maxwell, relatando sobre um incidente ocorrido com o seu violão por culpa de funcionários da companhia United Airlines. O videoclipe da canção, lançado em julho de 2009 no site YouTube, rapidamente tornou-se um hit da internet, passando a estar entre os vídeos mais acessados e mais procurados nos sites de busca.

## O incidente
O incidente relatado na canção, ocorreu quando o cantor e sua banda estavam viajando da cidade canadense de Halifax, rumo ao estado norte-americano de Nebraska. Ao realizarem uma conexão na cidade de Chicago, a banda notou que alguns carregadores de bagagem estavam atirando os equipamentos, mas, ao reclamar com funcionários da United Airlines, o cantor foi tratado com indiferença.
Após o desembarque, o cantor descobriu que seu violão da marca Taylor, avaliado em cerca de US$ 3 500, havia sido seriamente danificado. Depois de meses de tentativas mal-sucedidas de obter ressarcimento — a empresa alegava que o prazo para reclamações havia expirado —, Carroll compôs “United Breaks Guitars” e publicou o vídeo no YouTube. A repercussão foi imediata e ganhou dimensão internacional. Somente então a United se ofereceu para pagar o conserto do instrumento, desde que o músico removesse o vídeo, proposta que ele recusou, afirmando ser “tarde demais”.